# Petra tou Digeni
Petra tou Digeni (in greco Πέτρα του Διγενή?;in turco Yeniceköy) è un villaggio turco-cipriota sito de iure nel distretto di Nicosia di Cipro. De facto, è sotto il controllo di Cipro del Nord ed è amministrato come parte del distretto di Lefkoşa.
Il censimento del 2011 ha registrato una popolazione totale del villaggio di 399 abitanti.

## Geografia fisica
Esso è situato nella pianura della Messaria, alle pendici meridionali del Pentadaktylos, otto chilometri ad est di Kythrea/Değirmenlik e tre chilometri a sud di Kalyvakia/Kalavaç.

## Origini del nome
Il villaggio prende il nome da Digenis Akritas, che secondo una leggenda difese l'isola dalle incursioni arabe, anche se lui stesso era per metà arabo. I turco-ciprioti hanno sempre chiamato il villaggio Yeniceköy. Il censimento ottomano del 1831 registrò il nome del villaggio come Yenice, quindi non è chiaro quando il nome Petra tou Digeni fu adottato dai greco-ciprioti.

## Società

### Evoluzione demografica
Nel censimento ottomano del 1831, i musulmani (cioè i ciprioti turchi, dal momento che il censimento si svolgeva su base getnica) costituivano gli unici abitanti del villaggio. Anche se il villaggio rimase abitato prevalentemente da musulmani (turco-ciprioti), nel 1911 e nel 1921 vi viveva una famiglia greco-cipriota. La popolazione del villaggio aumentò costantemente da 86 abitanti nel 1891 a 263 nel 1960.
Nessuno fu sfollato da questo villaggio durante la lotta intercomunitarie degli anni '60. Tuttavia, durante questo periodo, il villaggio servì come centro di accoglienza temporaneo per i turco-ciprioti sfollati che erano fuggiti dai villaggi vicini. Secondo Richard Patrick, nel 1971 non vi erano turco-ciprioti sfollati residenti nel villaggio.
Attualmente esso è abitato solo dai suoi abitanti originali. Il censimento turco-cipriota del 2006 ha fissato la popolazione del villaggio a 401 persone.